# 1545 Thernöe
1545 Thernöe eller 1941 UW är en asteroid upptäckt den 15 oktober 1941 av den finska astronomen Liisi Oterma vid Storheikkilä observatorium. Asteroiden har fått sitt namn efter Karl August Oscar Thernøe, en dansk astronom.